# Hanns Dieter Hüsch

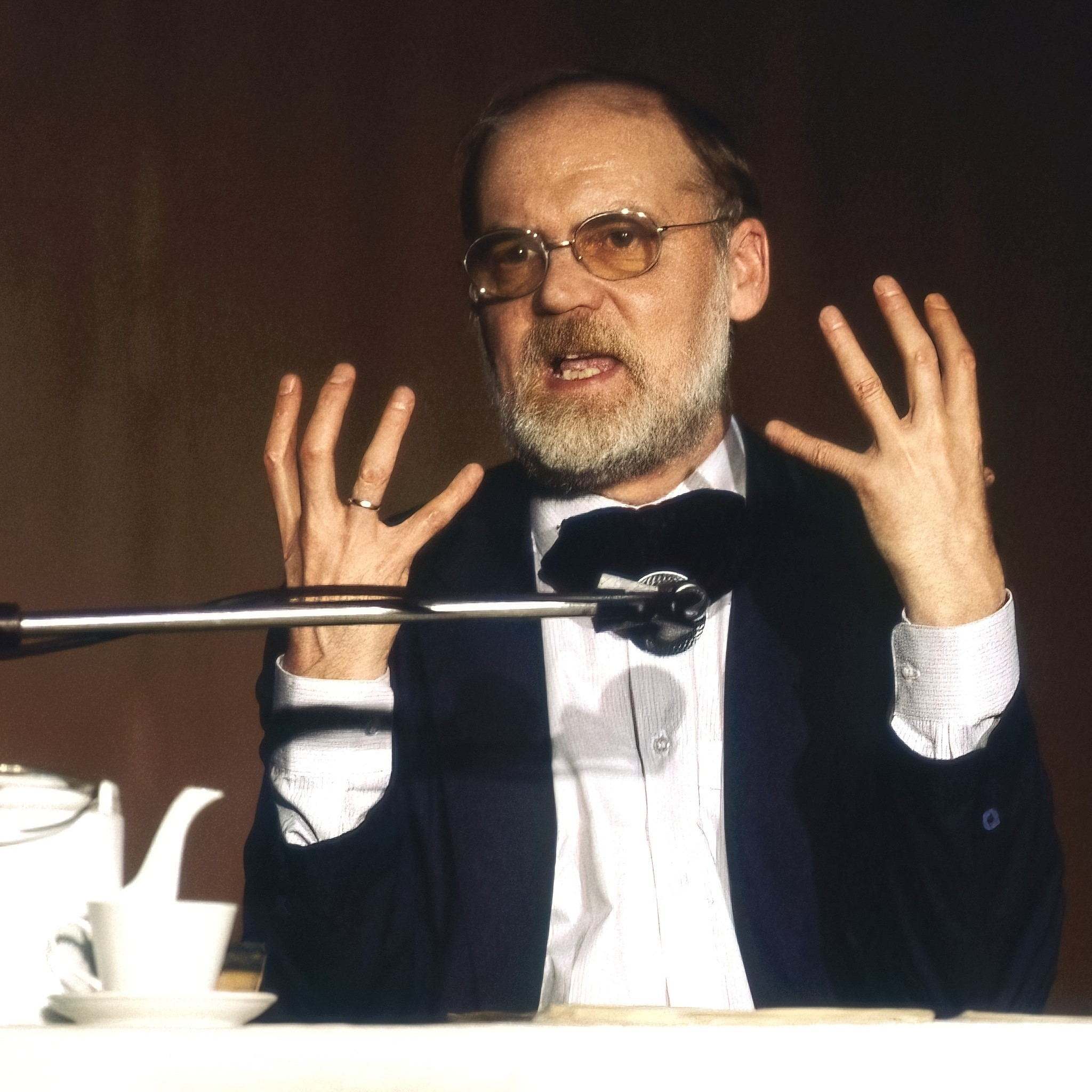
Hanns Dieter Hüsch (1983)

Hanns Dieter Hüsch (* 6. Mai 1925 in Moers; † 6. Dezember 2005 in Werfen) war ein deutscher Kabarettist, Schriftsteller, Kinderbuchautor, Schauspieler, Liedermacher, Synchronsprecher und Rundfunkmoderator.
Mit über 53 Jahren auf deutschsprachigen Kabarettbühnen und 70 eigenen Programmen gilt er als einer der produktivsten sowie erfolgreichsten Vertreter des literarischen Kabaretts im Deutschland des 20. Jahrhunderts. Er war ab 1999 Schirmherr des Kabarettpreises Das Schwarze Schaf. Johannes Rau nannte ihn den „Poeten unter den Kabarettisten“.

## Leben
Hanns Dieter Hüsch wuchs in den 1930er Jahren in der niederrheinischen Kreisstadt Moers als Sohn protestantischer Eltern auf. „Alles, was ich bin, ist niederrheinisch“, bekannte er später in pointierender Knappheit. Der Vater war zum Verwaltungsdirektor der Kreisverwaltung in Moers aufgestiegen; der Sohn empfand die Lebenswelt in Elternhaus, Verwandtschaft und Nachbarschaft als kleinbürgerlich und provinziell. Die „kleinen Leute“ waren Hüsch in Tonfall und Werturteilen vertraut. Lebenslang beobachtete er sie und setzte sich mit spezifischen Weltansichten des „Niederrheiners“ bewundernd wie kopfschüttelnd auseinander.
Bis zum Alter von 14 Jahren musste sich Hüsch wegen einer Missbildung seiner Füße mehreren Operationen unterziehen. Er war gezwungen, in unförmigen Filzpantoffeln herumzulaufen, da ihm keine Schuhe passten, und er konnte dadurch kaum mit anderen Kindern spielen. Als sportliche Betätigung waren ihm allenfalls Schwimmen und Radfahren möglich. „Ein schweres klinisches Erlebnis“, erinnerte er sich später, „man fühlte sich sehr schnell alleine.“ In dieser Zeit begann Hüsch erste Texte zu verfassen. Nachdem er 1943 am Gymnasium Adolfinum in Moers sein Notabitur abgelegt hatte, blieb ihm aufgrund seiner Erkrankung der Kriegsdienst erspart. Als Jungkabarettist bespiegelte er mit dem Lied Ich bin ja so unmuskulös seine körperlich-seelische Disposition selbstironisch.
Kurz nach dem Ende des Zweiten Weltkrieges studierte Hanns Dieter Hüsch auf Wunsch der Familie an der Universität Gießen ein Semester Medizin, dies jedoch ohne Begeisterung. Für sein Ziel, Opernregisseur zu werden, ging Hüsch stattdessen nach Mainz und studierte an der dortigen Universität Theaterwissenschaft, Literaturgeschichte und Philosophie. Hüschs Talente lagen zu dieser Zeit aber schon weniger im theoretischen als im praktisch-künstlerischen Bereich: „Ich habe an der Uni keine Seminare besucht, aber ich habe meine Texte geschrieben.“ Er beteiligte sich am Mainzer Studenten-Kabarett „Die Tol(l)eranten“ und trat bereits 1949 als Chansonnier mit seinem ersten Soloprogramm Das literarische Klavier auf. Bis zu seiner letzten Tour im Jahr 2000 folgten diesem Programm mehr als 70 weitere.
In den 1950er Jahren lebte Hanns Dieter Hüsch zusammen mit seiner ersten Ehefrau Marianne Lüttgenau, auf deren Eigenarten er in seinen „Frieda“-Geschichten anspielte, und der gemeinsamen Tochter Anna in bescheidenen Verhältnissen. Das Studium hatte er bereits aufgegeben; er bestritt den Lebensunterhalt mit künstlerischen Auftragsarbeiten oder als Nachrichtensprecher beim Süddeutschen Rundfunk. 1956 gründete er mit arche nova ein eigenes Kabarett, das bis 1961 bestand. In dieser Zeit hatte Hüsch auch in der Schweiz erfolgreiche Bühnenauftritte. Nach finanziellen Engpässen wurde er in den 1960er Jahren zu einem der wichtigsten Vertreter des literarischen Kabaretts in Deutschland. Mit seinem dem „Volk aufs Maul“ schauenden, sprachjonglierenden Witz karikierte er Kleinbürger- und Spießertum. Aber auch das Theater zog ihn immer wieder an. 1957 bzw. 1959 schrieb er z. B. zusammen mit Rudolf Mors die Musicalparodien Freiheit in Krähwinkel und Der Weiberstreik, letztere wurde 1963 im ZDF ausgestrahlt.
In den 1960er Jahren war Hüsch im Fernsehen präsent, etwa in dem ARD-Fernsehspiel Niemandsland des Lächelns (1962). Ab Mitte der 1960er Jahre verlieh er seinen Kabarettvorträgen zunehmend politische Grundzüge. 1967 nahm er im Quartett mit Franz Josef Degenhardt, Wolfgang Neuss und Dieter Süverkrüp die Schallplatte Da habt ihr es! auf. Ein Jahr später begeisterte er während der allgemeinen Studentenunruhen (zusammen mit Degenhardt und Süverkrüp) auf den Essener Songtagen und setzte hierbei auf der Bühne erstmals anstelle von Klavier oder Flügel eine Philicorda-Orgel ein, die für die kommenden dreißig Jahre sein musikalisches Kennzeichen wurde. Kurz danach brach Hüsch die Zusammenarbeit mit der 68er-Bewegung ab, nachdem er beim Festival Chanson Folklore International auf der Burg Waldeck und in Berlin nach Störungen als „Kitschgemüt mit Goldbrokat“, das seine poetische Kraft einem „bourgeoisen Verniedlichungstrend“ opfere, von der Bühne gebuht worden war. In seinem Programm Enthauptungen rechnete er verbittert mit diesen Erfahrungen ab. Er trat danach eine Zeit lang nur in der Schweiz auf.
Ende der 1960er Jahre wurde Hüsch verstärkt für das ZDF tätig: zum einen in der Rolle eines Reiseleiters mit Sinn für Groteskes, zum anderen als prägender Off-Sprecher in knapp 400 Folgen der TV-Bearbeitungen der Laurel-und-Hardy-Filme und anderer Streifen der Väter der Klamotte (z. B. Die kleinen Strolche und Pat & Patachon). Bei bisweilen mehr als 200 Szenen am Tag und bis zu fünf verschiedenen Stimmen auf einer Textseite gehörte dies, wie Hüsch einmal sagte, zu den anstrengendsten Arbeiten seines künstlerischen Lebens.

Hanns Dieter Hüsch, 1976

In den 1970er Jahren gelang ihm mit dem Programm Hüsch – Live 1973 der Durchbruch auf den deutschsprachigen Kleinkunstbühnen. Bis 1976 vergrößerte sich die Zahl seiner Zuhörer von Tournee zu Tournee und führte im Verlauf der 1970er Jahre zu weiteren festen TV- und Radio-Engagements, wie etwa dem Gesellschaftsabend des Saarländischen Rundfunks – nicht nur die älteste Kabarettsendung in der ARD, als Besonderheit auch die einzige Parallele im Hörfunk und im Fernsehen – oder der Unterhaltung am Wochenende beim Westdeutschen Rundfunk. 1973 kam es zu einer Zusammenarbeit mit der Schweizer Schauspielerin Silvia Jost. Es entstand ein literarisches Kabarettprogramm unter dem Titel Faux Pas de Deux. Das Programm wurde in Sankt Gallen, Basel und beim WDR in Köln aufgeführt. Der Mitschnitt beim WDR wurde auch gesendet. Daran schloss sich Hüschs großer Fernseherfolg als Familienvater in der ARD-Serie Goldener Sonntag (1976–1978) an. Ebenfalls in die Endphase der 1970er Jahre fiel die Erfindung seiner Kunstfigur Hagenbuch, jenes nörgelnden Träumers und spießigen Angebers, der in den 1980er Jahren zu einer Lieblingsfigur des Hüsch-Publikums wurde.
Hüsch war es u. a. auch, der den Graphiker und Satiriker Heino Jaeger (1938–1997) zu dessen beliebten Radiosendungen „Praxis Dr. Jaeger/Fragen Sie Dr. Jaeger“ animierte.

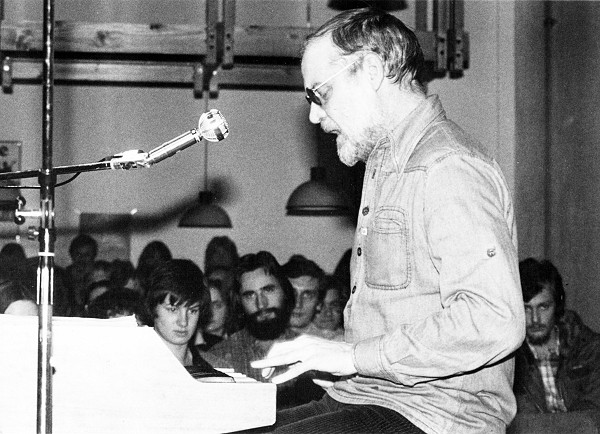
Hanns Dieter Hüsch in Aktion

In den 1980er Jahren veröffentlichte Hanns Dieter Hüsch zahlreiche Bücher und Schallplattenaufnahmen; er brachte jährlich mindestens ein neues Programm auf die Bühne. Im Jahr 1986 inszenierte er für das Westfälische Landestheater in Castrop-Rauxel Ein wunderlicher Kerl nach Wilhelm Busch (gesendet u. a. im ZDF Theaterkanal). Im Alter von 60 Jahren stellte er als jahrelanger Kettenraucher den Zigarettenkonsum ein.
Nach dem Tod seiner Frau Marianne († 1985) verließ Hüsch 1988 nach 40 Jahren seine Wahlheimat Mainz und zog nach Köln: „Ich wollte nicht nach Moers, in meine Kinderstadt, weil ich dachte, du fängst dann deinen Lebensabend an.“ Er ließ von neuen Programmen ab und führte seine Bühnenauftritte in Form von Lesungen fort. Der stets für christliche Toleranz eintretende Hüsch engagierte sich öffentlich z. B. auf Evangelischen Kirchentagen. Er lernte seine zweite Frau Christiane Rasche-Hüsch (* 1959) kennen (er nannte sie scherzhaft „die Chrise“). Das Paar heiratete 1991. In den folgenden Jahren schrieb er weiterhin Lebensphilosophisch-Besinnliches mit Akzenten vom Niederrhein. Von einer schweren Krebserkrankung wieder genesen, gab er im Jahr 2000 als dienstältester deutscher Kabarettist mit Wir sehen uns wieder seine Abschiedstournee. Kurz bevor sich Hanns Dieter Hüsch seinen letzten künstlerischen Lebenstraum erfüllen und in einer Inszenierung von Shakespeares König Lear am Staatsschauspiel Dresden in der Titelrolle auftreten konnte, erlitt er im November 2001 einen Schlaganfall, von dem er sich nicht mehr erholte. Er war danach nicht mehr in der Lage, aufzutreten oder seine schriftstellerische Arbeit fortzuführen.
Unter dem Titel Kabarett auf eigene Faust veröffentlichte Jürgen Kessler vom Deutschen Kabarettarchiv ein umfangreiches Kompendium zu Hanns Dieter Hüschs mehr als 50 Bühnenjahren, das in vielen Bildern Hüschs Cabaretüden (so der Titel eines Buches aus den 1960er Jahren) zwischen 1947 und 1997 Revue passieren lässt. Hanns Dieter Hüschs künstlerisches Vermächtnis erschien im Oktober 2003 unter dem Titel Zugabe in Buchform. 2004 wurde eine DVD-Box mit sieben Kabarettprogrammen aus drei Jahrzehnten veröffentlicht. Zu seinem 80. Geburtstag im Mai 2005 erfuhr der Künstler nochmals verschiedene Ehrungen, darunter eine große TV-Hommage mit vielen Weggefährten. Dazu übertrugen verschiedene Radiosender live entweder Die lange Hanns-Dieter-Hüsch-Nacht (Dauer: zehn Stunden) aus Jena oder aber die Gala Streng Öffentlich – Der Don Quijote vom Niederrhein aus der Stadthalle Rheinberg, unter anderem mit Dieter Nuhr, Konstantin Wecker, Erwin Grosche, Dieter Süverkrüp, Helmut Ruge und Günter Gall als Gästen.
Im Mai 2005 erschien eine weitere Doppel-CD aus der Reihe Gesellschaftsabend mit den wichtigsten Liedern und Texten aus vier Jahrzehnten und eine Hörbuch-CD von Hanns Dieter Hüsch mit Texten aus seinem Buch Zugabe, vorgetragen von den Kabarettistenkollegen Elke Heidenreich und Dieter Hildebrandt. Im Herbst 2005 kamen dann Neuauflagen alter Hüsch-Bücher (u. a. Frieda auf Erden) sowie die DVD Und sie bewegt mich doch mit einer Aufzeichnung des gleichnamigen Bühnenprogramms aus dem Jahr 1985 heraus.
Hanns Dieter Hüsch lebte die letzten Jahre zusammen mit seiner Frau Christiane in Werfen im Windecker Ländchen. Er starb im Alter von 80 Jahren. Seine letzte Ruhestätte fand Hüsch in einem Ehrengrab auf dem Hauptfriedhof seiner Geburtsstadt Moers im Stadtteil Hülsdonk.

## Werk

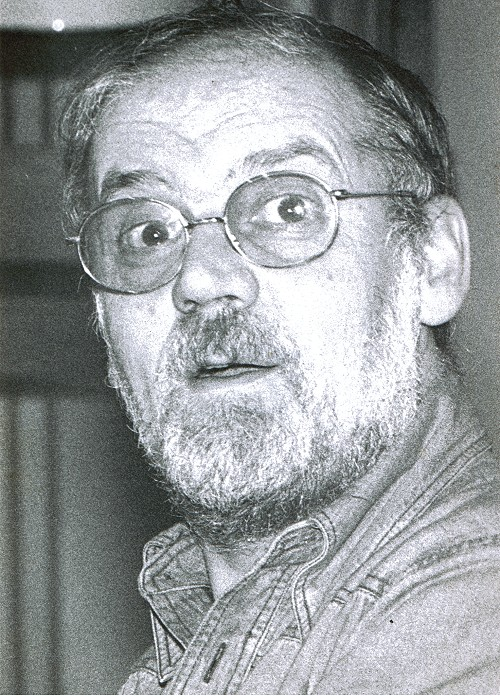
Hanns Dieter Hüsch

Hüsch war nicht der Typ Kabarettist, der sich in erster Linie mit tagespolitischen Fragen auseinandersetzte, sondern der sich eher als „literarischer Entertainer“ und als „philosophischer Clown“ begriff. Dies stellte ihn u. a. in eine Tradition mit Heinrich Heine. In seinen Texten behandelte er mit besonderer Vorliebe alltägliche Kuriositäten, in denen Hüsch zudem moralisch-politische Dimensionen aufdeckte. Als Zeitzeuge des Zweiten Weltkriegs und des Nationalsozialismus trat er mit Nachdruck für die Anliegen der Friedensbewegung und gegen Neonazismus auf. Er sensibilisierte für non-konformistische Denkungsarten („Ich sing’ für die Ver-rückten, die seitlich Umgeknickten…“). In seiner Dankesrede zur Verleihung des Ludwig-Börne-Preises würdigte Henryk M. Broder 2007 Hüschs tolerante Sicht der Dinge. Das Magazin Spiegel Online beschrieb 2008 in der Rubrik einestages Hüschs Qualitäten als „Der Mann, der den Jazz in Worte fasste“.
Hüsch stieß auch auf Kritiker wie etwa den Schriftsteller Eckhard Henscheid, für den Hüsch „der Allerunausstehlichste“ war. Hüsch selbst nannte Henscheids 1986 erstmals veröffentlichten Verriss seiner Arbeit und Person, der für viel Wirbel sorgte, einen „verbrecherischen Scheißartikel“. Ein Zwischenfall ereignete sich 1991 bei der Verleihung des Deutschen Kleinkunstpreises: Hüsch sollte den Preis an den Kabarett-Kollegen Georg Schramm überreichen. Dieser belustigte sich über die Situation und griff zum Etikett „Vorlese-Opa“; etliche Zuhörer reagierten mit Buh-Rufen. Hüsch blieb souverän und sagte, bevor er dem Kollegen die Glocke überreichte: „Wenn er sie denn will: aus meinen Händen.“ Schramm nahm den Preis entgegen; er relativierte siebzehn Jahre später in einem Statement auf Hüschs Website seine Bemerkung.

## Auszeichnungen

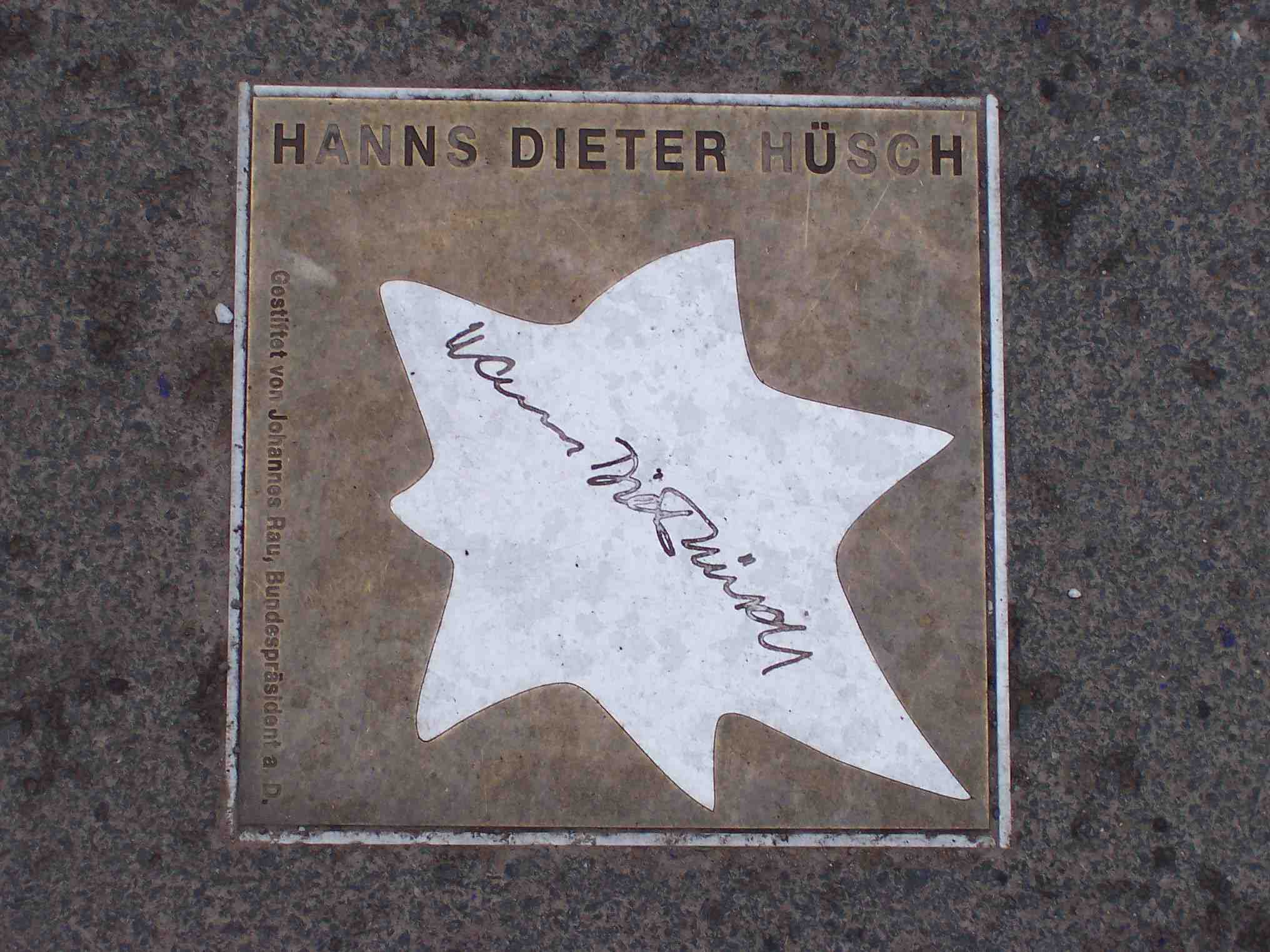
Stern für Hanns Dieter Hüsch auf dem Walk of Fame des Kabaretts, gestiftet von Johannes Rau (Bundespräsident a. D.)

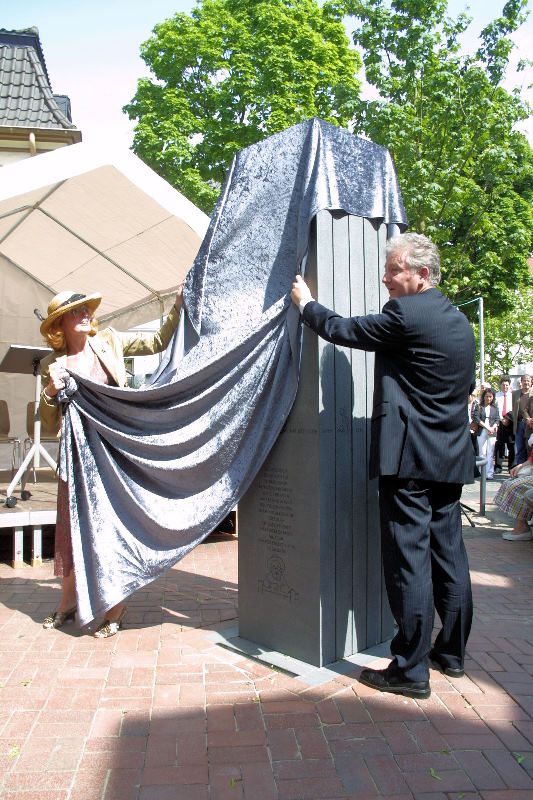
Christiane Rasche-Hüsch und der Bürgermeister der Stadt Moers Norbert Ballhaus enthüllen die fünf Granittafeln auf dem neuen Hanns-Dieter-Hüsch-Platz in Moers.

Für seine Arbeit erhielt Hüsch viele Preise und Auszeichnungen, darunter gleich zweimal, 1972 und 1982, den Deutschen Kleinkunstpreis, 1984 den Ehrenring der Stadt Mainz, 1985 den Ehrenring der Stadt Moers, die Morenhovener Lupe, den Verdienstorden des Landes Nordrhein-Westfalen und den Rheinlandtaler 1990 sowie den Staatspreis des Landes Nordrhein-Westfalen (1994), das Bundesverdienstkreuz, den Kasseler Literaturpreis, das ‚Cornichon‘ der Oltner Kabarett-Tage, die Ehrenbürgerschaft seiner Heimatstadt Moers, die Ehrenbürgerwürde der Johannes-Gutenberg-Universität Mainz, die Carl-Zuckmayer-Medaille des Landes Rheinland-Pfalz, den Kabarett-Oscar für sein Lebenswerk, den Großen Kulturpreis der Sparkassen-Kulturstiftung Rheinland 1996, den Saarländischen Verdienstorden1999 und den Wilhelmshavener Knurrhahn für sein Lebenswerk (2000).

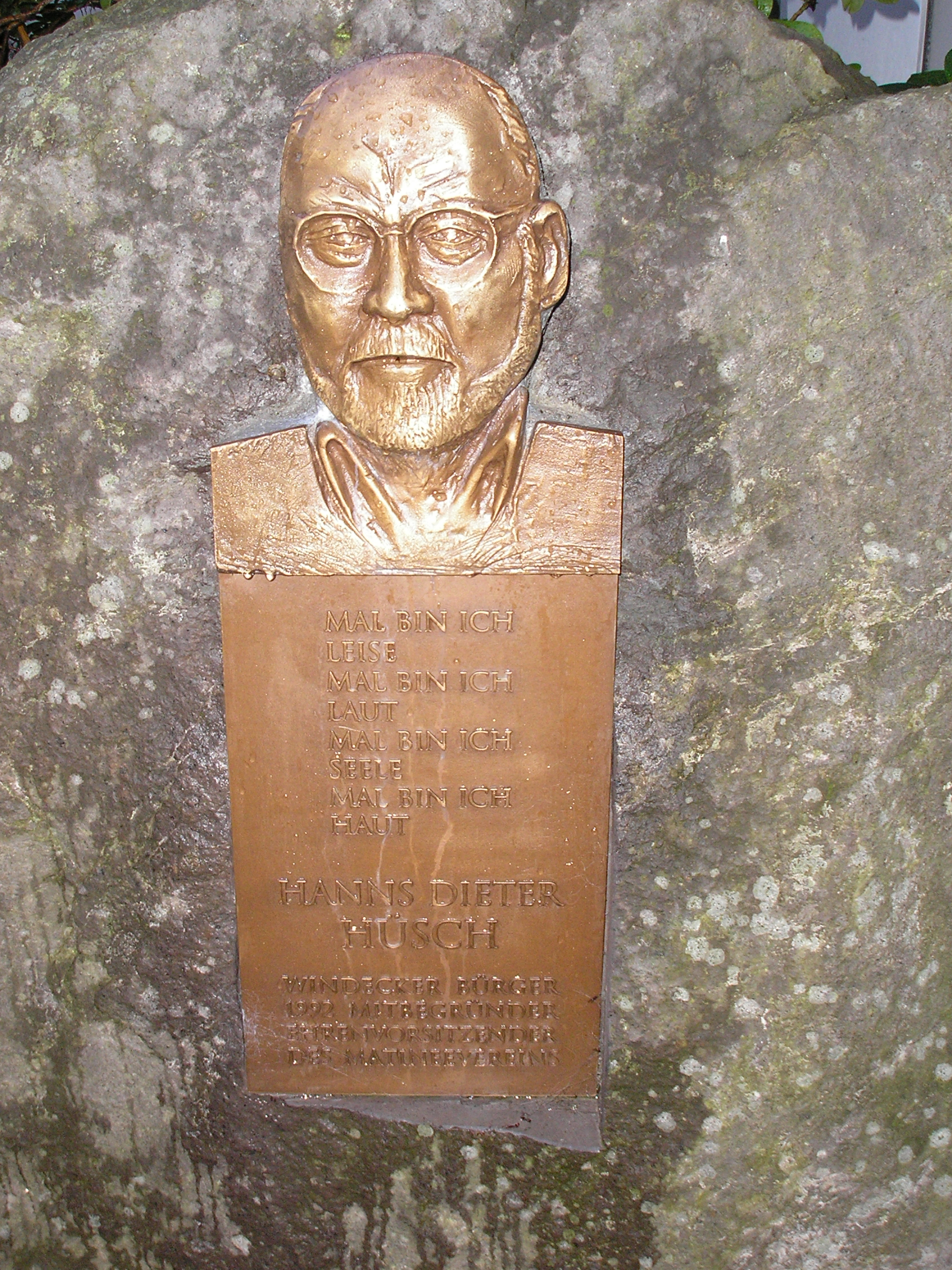
Gedenktafel in Windeck-Herchen

Im Jahr 2000 wurde Hüsch für sein Lebenswerk mit dem Predigtpreis des Verlags für die Deutsche Wirtschaft (Bonn) ausgezeichnet. 2003 erhielt er den Integrationspreis der Stiftung Apfelbaum.
Vom 28. April bis 28. Mai 2005 war die Ausstellung Wir sind wieder wer. Aber wer? 100 Jahre deutsches Kabarett – Kabarett im kalten Krieg (1946–1966) mit einem Sonderteil Hüsch in Mainz im Foyer des Mainzer Rathauses zu sehen; vom 6. Mai bis zum 25. September 2005 residierte Das schwarze Schaf vom Niederrhein (so der Ausstellungstitel) in einer großen Ausstellung im Grafschafter Museum im Moerser Schloss.
Ein Stern für sein Lebenswerk wurde Hüsch auf dem Walk of Fame in Mainz gewidmet.

## Wirkung
Viele Kabarettisten der Gegenwart zeigen sich von Hüsch beeinflusst oder sind wie beispielsweise Jürgen Becker erst durch ihn zu kabarettistischer Betätigung inspiriert worden. Max Moor ist gar der Meinung: „Kabarett ohne den Einfluss von Hüsch? Unvorstellbar!“ Der von Hüsch begründete Kabarettpreis Das schwarze Schaf fördert zudem fortgesetzt den literarischen Kabarett-Nachwuchs und geht inzwischen auch auf Tournee. Außerdem covern Populärkünstler von Blumfeld bis Reinhard Mey bis heute immer wieder Lieder des später hauptsächlich als Wortkabarettisten wahrgenommenen Künstlers. Auch sonst ist Hüsch bis heute in den Medien präsent; Bücher, Bild- und Tonträger erscheinen weiterhin bzw. werden neu veröffentlicht, im Januar 2016 war er sogar noch einmal Coverboy der Radioprogrammzeitschrift Dampf-Radio.
Längst wurden auch Gebäude und andere Orte im öffentlichen Raum nach dem Kabarettisten benannt. So wurde zu seinen Ehren das Bildungszentrum in Moers, das die Bibliothek, die Volkshochschule, das Stadtarchiv und das Kulturbüro beherbergt, in Hanns-Dieter-Hüsch-Bildungszentrum umbenannt. Am 6. Mai 2007 wurde in der Moerser Altstadt an der Ecke Friedrichstraße/Pfefferstraße der Hanns-Dieter-Hüsch-Platz eingeweiht. Auf dem Platz erinnern fünf Granittafeln mit Karikaturen und Versen – rundherum in den Granit gemeißelt – und eine Hinweistafel an Hüsch. Seit 2006 existiert auf dem Campus der Johannes Gutenberg-Universität Mainz der Hanns-Dieter-Hüsch-Weg. Er verbindet dort den Ackermannweg und den Anselm-Franz-von-Bentzel-Weg. In Mainz-Weisenau führt die Hanns-Dieter-Hüsch-Brücke über die Wormser Straße und die Bahnstrecke Mainz–Mannheim ans Rheinufer. Die zusammengehörende Hauptschule Uedem-Weeze trägt seit Anfang des Schuljahres 2009 den Namen Hanns-Dieter-Hüsch-Verbundschule.

## Werke (Auswahl)

### Kabarett-Programme in CD-, DVD-, LP-Album- oder Buchform
- Carmina Urana, EP 1963
- 4 Chansons, EP 1965
- Chansons, Geschichten, Gedichte, LP 1966
- Da habt ihr es! Live 1967, Quartett mit Franz Josef Degenhardt, Wolfgang Neuss und Dieter Süverkrüp (1996 als DoCD erschienen)
- Das Wort zum Montag, LP 1968
- Typisch Hüsch, LP 1970 (mit Carmina Urana 1993 als CD erschienen)
- Enthauptungen, DoLP 1971
- Eine schöne Gesellschaft, LP 1972
- Hüsch Live, DoLP 1973
- Privatissime, Live 1974
- Joseph Goebbels „Michael“, LP 1974
- Nachtvorstellung, DoLP 1975 (in Kunstkopf-Technik aufgenommen)
- Liedermacher/Nünkteplein, Single 1977 (Hüschs einzige Single-Veröffentlichung)
- Abendlieder, LP 1977
- Und das Herz schlägt wie ein blinder Passagier, LP 1978
- Das schwarze Schaf vom Niederrhein, DoLP 1978
- Hagenbuch hat jetzt zugegeben, LP 1979 mit Konstantin Wecker
- Das Lied vom runden Tisch, LP 1980
- Das neue Programm, DoLP 1981
- Starportrait, DoLP 1983
- Der Fall Hagenbuch, Buch 1984
- Und sie bewegt mich doch, DoLP 1985 (seit 2005 auch als DVD)
- Am Niederrhein, DoLP 1987
- 40 Jahre unterwegs, DoLP 1989
- Feine Komödien, Feine Tragödien, DoLP 1991
- Ein neues Kapitel, DoCD 1994
- Summertime am Niederrhein, Live 1995
- Hanns Dieter Hüsch trifft Franz Hohler, CD 1997
- Meine Geschichten, CD 1997
- Meine kleine Nachtmusik, CD 1997
- Sach ma nix, DoCD 1998
- Kabarett-Chansons der frühen Jahre, Songs von 1950–1973, CD 1999
- Wir sehen uns wieder, DoCD 1999
- Wat willze machen, CD 2000 mit Kai Magnus Sting
- Die Bescherung, CD 2000
- Zwei sind nicht immer eins, CD 2001 mit Helga Mummert
- Gesellschaftsabend (Das Beste vom SR 1970–2004), CD 2001
- Hanns Dieter Hüsch – Sieben Kabarettprogramme aus drei Jahrzehnten, Drei-DVD-Set 2004
- Was machen wir hinterher, CD 2005

### Buchveröffentlichungen
- Frieda auf Erden. Sanssouci, 1959.
- Von Windeln verweht. Sanssouci, 1961.
- Cabaretüden. Sanssouci, 1963.
- carmina urana. Damokles-Verlag, 1964.
- Zoll und Haben. Sanssouci, 1965.
- Archeblues und andere Sprechgesänge. Sanssouci, 1968.
- Freunde, wir haben Arbeit bekommen! Damokles-Verlag, 1968.
- Enthauptungen. Damokles-Verlag, 1971, ISBN 3-7683-1050-9.
- Und wenn der Mond dann rot ist … Politische Lieder. Mit Franz Josef Degenhardt und Dieter Süverkrüp. Edition Neue Texte, Aufbau-Verlag, 1972.
- Den möcht’ ich seh’n. Rogner & Bernhard bei Zweitausendeins, 1980, Frankfurt am Main, ISBN 3-88268-005-9.
- Das schwarze Schaf vom Niederrhein – Texte und Lieder vom flachen Land. Rogner & Bernhard bei Zweitausendeins, 1983, Frankfurt am Main, ISBN 3-88268-015-6.
- Am Niederrhein. Pflaumenkuchen und schlaflose Nächte. Eulen-Verlag, 1984, ISBN 3-89102-202-6.
- Meine Katzen. Eulen-Verlag, 1987, ISBN 3-89102-184-4.
- Du kommst auch drin vor – Gedanken eines fahrenden Poeten. Kindler, 1990, ISBN 3-463-40124-X (Autobiografie)
- Köln. Ganz klein in meinem Herzen. Eulen-Verlag, 1992, ISBN 3-89102-235-2.
- Tach zusammen. 4. Auflage. 1993, ISBN 3-87463-260-1.
- Überall ist Niederrhein. 2. Auflage. 1994, ISBN 3-87463-213-X.
- Wir sehen uns wieder – Geschichten zwischen Himmel und Erde. Kindler, 1995, ISBN 3-463-40236-X.
- Meine Geschichten. Illustrationen von Jürgen Pankarz. Edition moses, 1996, ISBN 3-929130-33-5.
- Es kommt immer was dazwischen. 3. Auflage. 1999, ISBN 3-89667-114-6.
- Essen kommen! – Geschichten und Rezepte. KIWI, 2000, ISBN 3-462-03503-7.
- Mein Traum vom Niederrhein. 3. Auflage. 2003, ISBN 3-87463-244-X.
- Zugabe – Unveröffentlichte Texte aus fünf Jahrzehnten. KIWI, 2003, ISBN 3-462-03539-8.
- Ewig und drei Tage – Mein immerwährender Kalender vom Niederrhein. 2. Auflage, ISBN 3-87463-382-9.
- Ich stehe unter Gottes Schutz. Mit Uwe Seidel. 8. Auflage, tvd-Verlag, 2005, ISBN 3-926512-13-X.
- Frieda auf Erden. Die besten Frieda-Geschichten. 1. Auflage, tvd-Verlag, 2005, ISBN 3-926512-69-5.

### E-Books
Das literarische Werk, herausgegeben anlässlich seines 90. Geburtstags am 6. Mai 2015 von Helmut Lotz
- Band 1: Ich sing für die Verrückten. Die poetischen Texte. Mit einem Vorwort von Henryk M. Broder. Edition diá, Berlin, ISBN 978-3-86034-583-2 (Epub), ISBN 978-3-86034-683-9 (Mobi)
- Band 2: Denn in jeder Leiche ist ein Kind versteckt. Die kabarettistischen Texte. Mit einem Vorwort von Susanne Betancor. Edition diá, Berlin, ISBN 978-3-86034-584-9 (Epub), ISBN 978-3-86034-684-6 (Mobi)
- Band 3: … so dass sich die Landpfleger sehr verwundern. Die politischen Texte. Mit einem Vorwort von Renate Künast. Edition diá, Berlin, ISBN 978-3-86034-585-6 (Epub), ISBN 978-3-86034-685-3 (Mobi)
- Band 4: Ich habe nichts mehr nachzutragen. Die christlichen Texte. Mit einem Vorwort von Joachim Kosack. Edition diá, Berlin, ISBN 978-3-86034-586-3 (Epub), ISBN 978-3-86034-686-0 (Mobi)
- Band 5: Das Gemüt is ausschlaggebend. Alles andere is dumme Quatsch. Die Niederrhein-Texte. Mit einem Vorwort von Fritz Pleitgen. Edition diá, Berlin, ISBN 978-3-86034-587-0 (Epub), ISBN 978-3-86034-687-7 (Mobi)
- Band 6: … dass die Erziehung seiner Kinder eine völlig verfahrene war. Die Hagenbuch-Texte. Mit einem Vorwort von Thomas Quasthoff. Edition diá, Berlin, ISBN 978-3-86034-588-7 (Epub), ISBN 978-3-86034-688-4 (Mobi)
- Band 7: Gemacht aus Bauern- und Beamtenschwäche. Die autobiografischen Texte. Mit einem Vorwort von Franz Hohler. Edition diá, Berlin, ISBN 978-3-86034-589-4 (Epub), ISBN 978-3-86034-689-1 (Mobi)
- Band 8: … am allerliebsten ist mir eine gewisse Herzensbildung. Die Interviews. Mit einem Vorwort von Chris Rasche-Hüsch. Edition diá, Berlin, ISBN 978-3-86034-569-6 (Epub), ISBN 978-3-86034-669-3 (Mobi) – erscheint 2016
- Hanns Dieter Hüsch: Ein Lesebuch. Mit Auszügen aus den sieben Bänden sowie einem Text von Peter Burri. Edition diá, Berlin, ISBN 978-3-86034-597-9 (Epub), ISBN 978-3-86034-697-6 (Mobi)

### Arbeiten für Theater und Rundfunk
- 1954–1960: Auftragsarbeiten für den SDR, das ZDF und andere Rundfunkanstalten
- 1957: Freiheit in Krähwinkel (Ein freiheitliches Musical von Hanns Dieter Hüsch in Freiheit bearbeitet nach einer Posse von Johann Nestroy) (Musik: Rudolf Mors) für das Theater Ulm
- 1958: Der Weiberstreik (Pentatonisches Musical nach Aristophanes) (Musik: Rudolf Mors) für das Theater Ulm, 1963 auch als ZDF-Produktion
- 1962: Darsteller im ARD-Fernsehspiel Niemandsland des Lächelns
- 1969–1972: ZDF-Off-Sprecher in/für: Die kleinen Strolche, Männer ohne Nerven, Dick & Doof und Väter der Klamotte
- 1973–2001: Hanns Dieter Hüschs Gesellschaftsabend. Hörfunk-Kabarett-Veranstaltungsreihe des SR mit Hüsch als Moderator (= älteste Kabarettsendung im ARD-Rundfunk)
- 1975–2001: Unterhaltung am Wochenende. WDR-Radio-Moderation
- 1974–1982: Hammer und Stichel. WDR-Radio, zusammen mit Helmut Ruge
- 1976–1978: Goldener Sonntag. ARD-Fernsehserie, Familienvater-Darsteller
- 1979–1980: Unser kleines Theater. ARD-Fernsehserie, u. a. mit Mathias Richling
- 1986: Ein wunderlicher Kerl. Theaterregiearbeit für das Westfälische Landestheater, gesendet vom ZDF
- 1991–2001: TV-Ableger des „Gesellschaftsabends“ zunächst als „Der kleine Gesellschaftsabend“ und später unter dem Titel „Hüsch & Co“ in Südwest 3 (SR Fernsehen Südwest). Die Sendereihe, inzwischen mit Alfons als Moderator[14], heißt heute „SR-Gesellschaftsabend“ (HF) beziehungsweise „ALFONS und Gäste“[15] (TV)